# ダヴィド・エルビュイック
ダヴィド・エルビュイック（David Hellebuyck、1979年5月12日 - ）は、フランス・アン県・ナンテュア出身の元サッカー選手。ポジションはミッドフィールダー。

## タイトル
- ASサンテティエンヌ

リーグ・ドゥ 2003-04
- U-19フランス代表

UEFA U-19欧州選手権 1997

## 所属クラブ
- オリンピック・リヨン 1998-2000

→  EAギャンガン 1999-2000 (loan)
- FCローザンヌ・スポルト 2000-2001
- ASサンテティエンヌ 2001-2006
- パリ・サンジェルマンFC 2006-2007
- OGCニース 2007-2012